# Rosa stenkyndel
Rosa stenkyndel, Clinopodium menthifolium (Host) Stace   är en kransblommig växt. 
Enligt Catalogue of Life   ingår Rosa stenkyndel i släktet bergmyntor och familjen kransblommiga, men enligt Dyntaxa är tillhörigheten istället släktet bergmyntor och familjen kransblommiga. Artepitetet menthifolium betyder myntaliknande blad

## Underarter
- Calamintha m. hirtum
- Calamintha m. menthifolium
- Calamintha montana subsp. menthifolia (Host) Dostál, 1950
- Calamintha officinalis var. menthifolia (Host) Rchb.f., 1858
- Calamintha officinalis subsp. ascendens (Jord.) Mateo, 1992
- Calamintha officinalis f. menthifolia (Host) Hayek., 1929
- Calamintha sylvatica subsp. ascendens (Jord.) P.W.Ball, 1972
- Förekommer i medelhavområdet:
  - Clinopodium menthifolium subsp. menthifolium (Host) Stace
  - Calamintha menthifolia subsp. sylvatica (Bromf.) Menitsky, 1978
  - Calamintha nepeta subsp. sylvatica (Bromf.) R.Morales, 1887
  - Satureja calamintha subsp. montana Cout., 1913
  - Calamintha menthifolia var. sylvatica (Bromf.) Menitsky, 1978
  - Calamintha officinalis var. sylvatica (Bromf.) Nyman, 1890
  - Satureja sylvatica var. boveana K.Malý, 1907
  - Calamintha officinalis f. boveana (K.Malý) Hayek, 1929
- Förekommer i Europa, Turkiet och Makaronesien:
  - Calamintha sylvatica f. boveana (K.Malý) Šilic, 1979
  - Clinopodium menthifolium subsp. ascendens (Jord.) Govaerts, 1999
  - Calamintha officinalis subsp. ascendens (Jord.) Mateo, 1992
  - Calamintha sylvatica subsp. ascendens (Jord.) P.W.Ball, 1972
  - Satureja calamintha subsp. ascendens (Jord.) Briq., 1895
  - Satureja sylvatica subsp. ascendens (Jord.) R.L.Taylor & MacBryde, 1978
  - Satureja calamintha var. ascendens (Jord.) Briq., 1895
- Förekommer i Grekland:
  - Calamintha hirta (Briq.) Hayek, 1929
  - Clinopodium menthifolium subsp. hirtum (Briq.) Govaerts, 1999
  - Satureja calamintha var. hirta Briq., 1895

## Hybrider
- Clinopodium × bellantianum (Bouchard) Starm, 2011 – Förälder: Clinopodium nepeta Kuntze, 1891
- Clinopodium × bernhardtianum Starm., 2011 – Förälder: Clinopodium nepeta subsp. glandulosum (Req.) Govaerts, 1899

## Beskrivning
Rosa stenkyndel har ej påträffats i Sverige.
Stjälkarna blir 40 cm – 80 cm långa, är håriga och sparsamt grenade.
Blommorna är oftast tvåköniga, d.v.s. i varje blomma finns såväl ståndare som pistiller, men bland dem kan det finnas ett fåtal honblommor, som alltså saknar ståndare. (Gynomonoic växt.)
Alla ståndarna är fertila.
Blommornas färg är blekt lila.
Även utan blommor omges växten av en behaglig doft.
Bladkanterna är naggade.
När frukterna är mogna sprids fröna av vinden ett par meter från plantan. Fröna sprids sedan vidare med hjälp av myror, myrmekokori. Fröna har ett litet utskott, som utsöndrar en söt droppe, som lockar myrorna.
På vintern har bladen fallit av, men de styva stjälkarna kan stå kvar och resa sig över snön, kallas vinterståndare.
Kromosomtalet är 3n = 34.

## Habitat
Syd- och centraleuropa från Storbritannien och österut långt in i Asiens tempererade delar. Nordafrika.
Vägrenar i skog.

## Biotop
Torrt, varmt, soligt. Kalkgynnad. Stenbunden mark; kan t o m växa i sprickor i stenmurar.
Upp till 1 700 m.ö.h.

## Användning
- Smaksättning av varm dryck
- Folkmedicin för behandling av
  - Svettproblem
  - Slem i halsen
  - "Dålig mage"

## Bilder

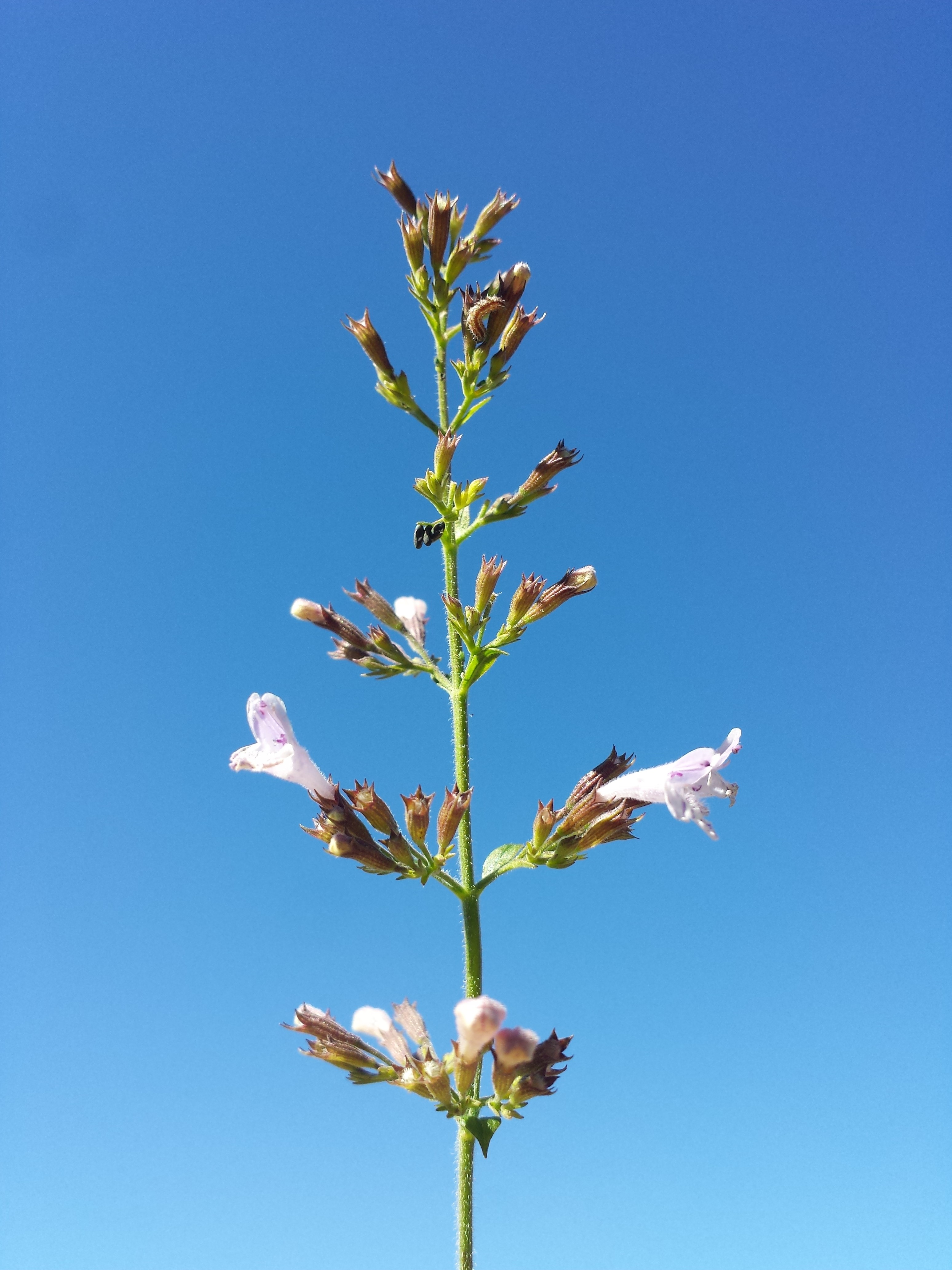
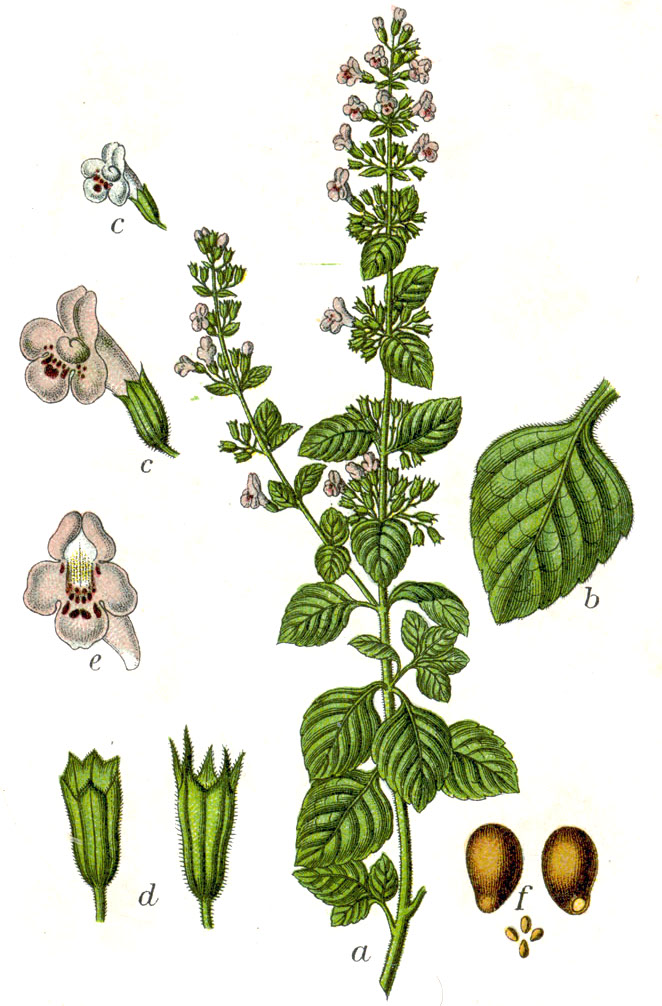
Johann Georg Sturm: Deutschlands Flora in Abbildungen, tavla 53 (1796) Illustratör: Jacob W Sturm
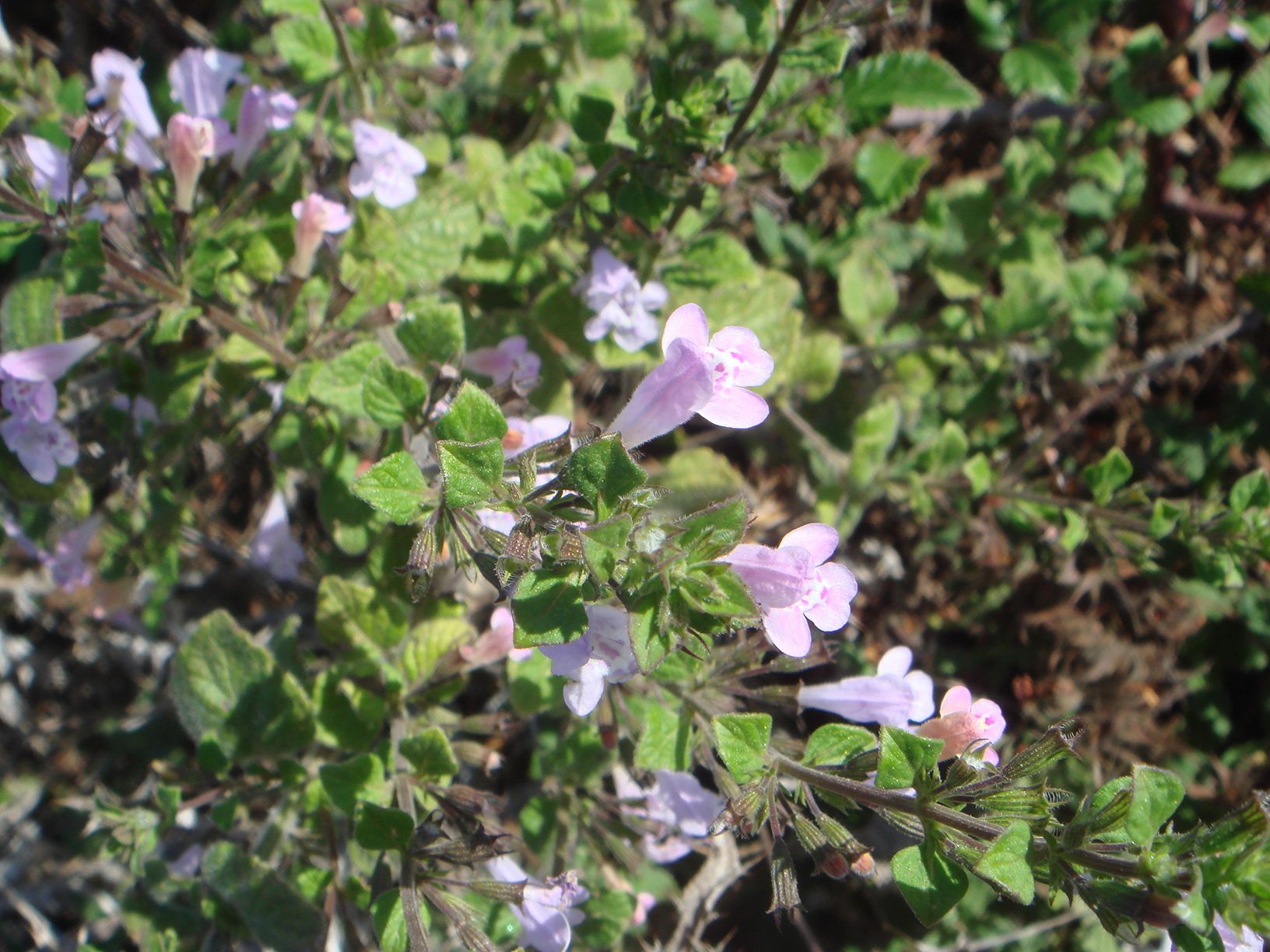
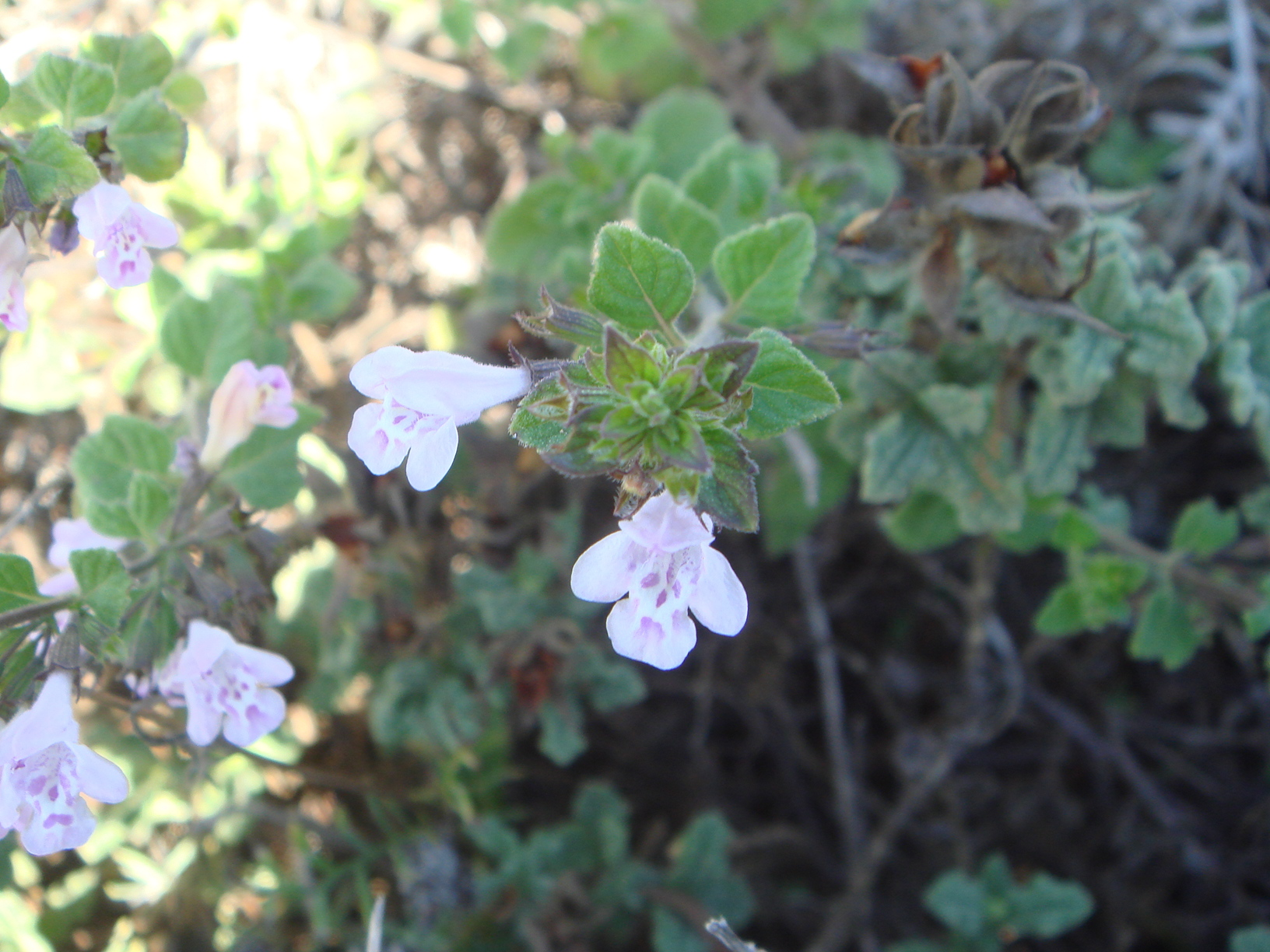
Blomman är zygomorf (spegelsymmetrisk)
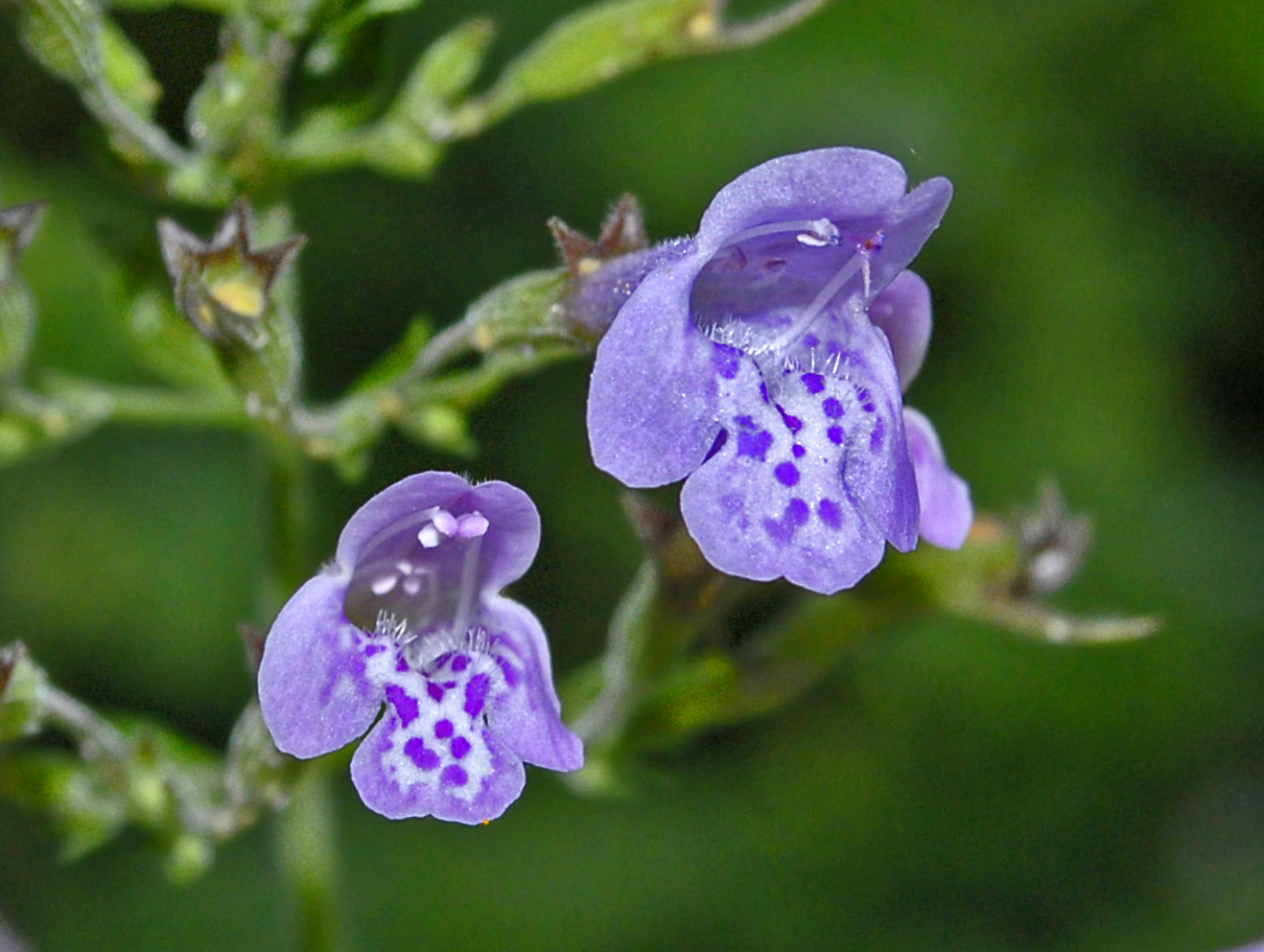
Clinopodium menthifolium subsp. ascendens
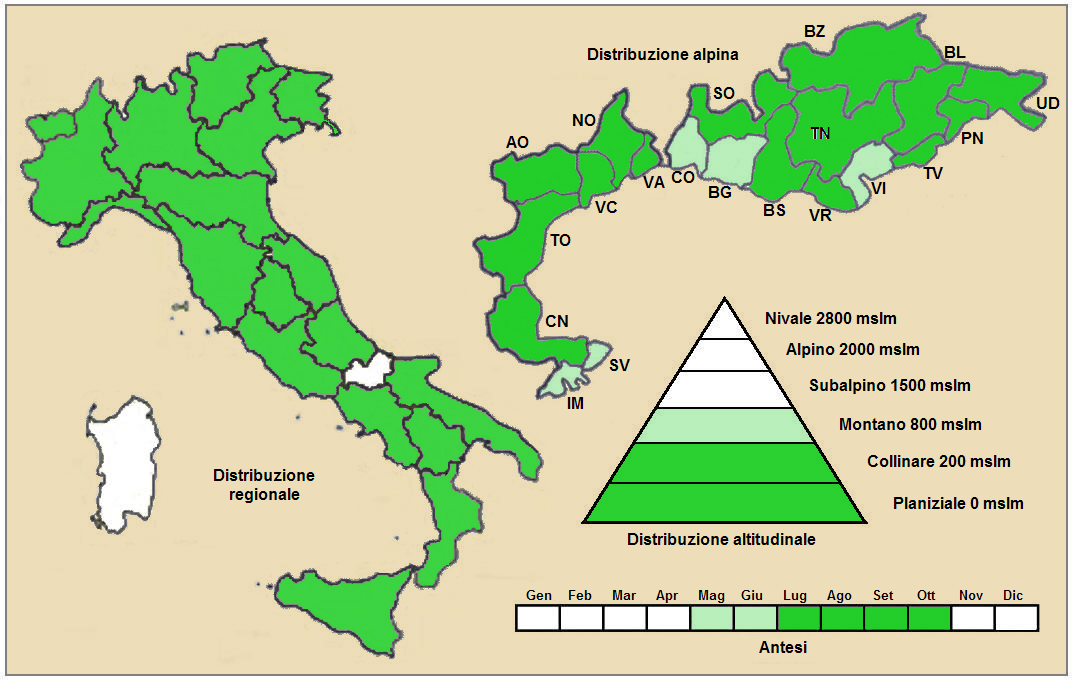
Utbrdningsområde i Italien för huvudarten Till höger, upptill förstoring av Alperna-området. Bokstäverna är kommunbeteckningar. Mörkgrönt: Upp till 800 m ö h. Ljusgrönt: 800 – 1 500 m ö h. I vita områden saknas växten.
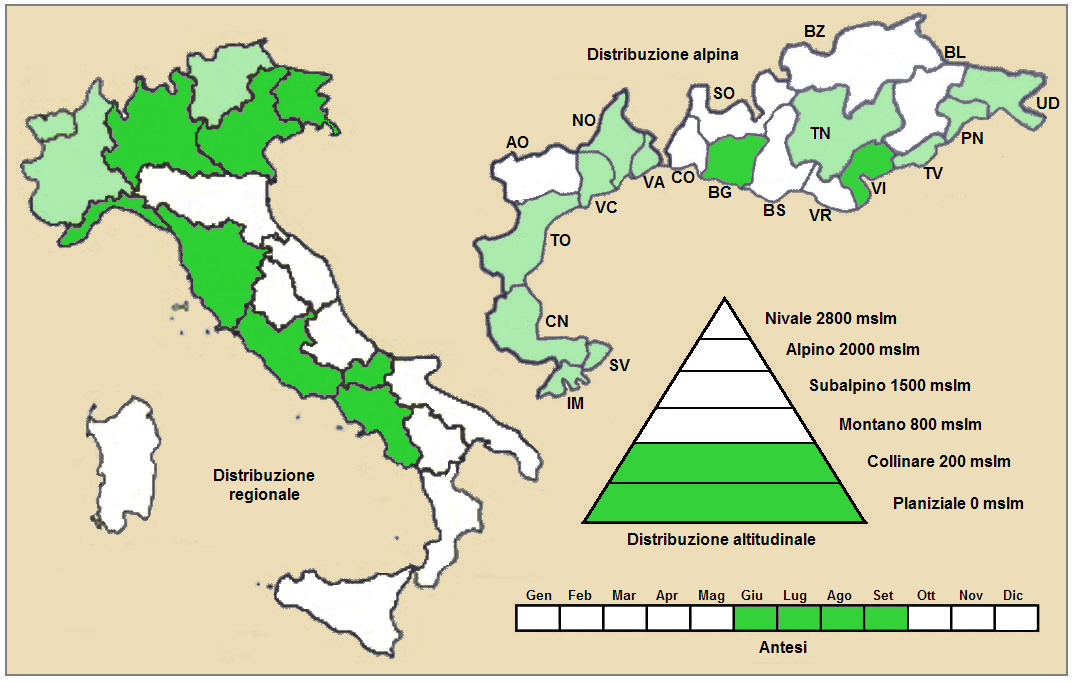
Utbredning i Italien för underarter ascendens Teckenförklaring: se vidstående bild för huvudarten.(Går dock ej högre än 600 m ö h.)

- Utbrdningsområde i Italien för huvudarten
Till höger, upptill förstoring av Alperna-området.
Bokstäverna är kommunbeteckningar.
Mörkgrönt: Upp till 800 m ö h.
Ljusgrönt: 800 – 1 500 m ö h.
I vita områden saknas växten.
- Utbredning i Italien för underarter ascendens
Teckenförklaring: se vidstående bild för huvudarten.(Går dock ej högre än 600 m ö h.)